# Saia Piukala
Le docteur Saia Maʻu Piukala, né le 4 juillet 1969, est un chirurgien et homme politique tongien.

## Biographie
Après sa scolarité aux îles Vavaʻu, il étudie la médecine à l'université du Pacifique Sud aux Fidji, où il obtient un Master de chirurgie en 2009. De 2003 à 2014 il travaille comme chirurgien dans plusieurs pays océaniens : aux Fidji, aux Tuvalu, à Nauru et à Niué. 
Il est élu député sans étiquette de la circonscription Vavaʻu 14 à l'Assemblée législative des Tonga aux élections législatives de novembre 2014,,,, et est nommé ministre de la Santé dans le gouvernement du Premier ministre ʻAkilisi Pohiva. Il conserve ce poste après les élections de 2017, auxquelles il est réélu avec cette fois l'étiquette du Parti démocrate, le parti du Premier ministre,,. 
Écarté lors d'un changement de gouvernement en septembre 2019, il devient membre du comité exécutif de l'Organisation mondiale de la Santé à Genève. Il retrouve le ministère de la Santé en décembre 2021, sous le Premier ministre Siaosi Sovaleni. Il a alors à gérer simultanément les conséquences humanitaires et sanitaires de l'éruption du volcan Hunga Tonga en janvier 2022 puis l'arrivée de la pandémie de Covid-19 aux Tonga en février 2022. Il s'efforce de garantir l'accès aux soins, à l'eau potable, aux produits sanitaires et à un accompagnement psychologique pour les victimes de l'éruption volcanique, fait construire un centre de traitement de la Covid, et met en place avec le Premier ministre de brèves périodes de confinement sanitaire ainsi que la fermeture des écoles et l'obligation du port du masque sanitaire dans les lieux publics,,,.
Il démissionne le 11 janvier 2024 pour prendre la direction du bureau Asie-Pacifique de l'Organisation mondiale de la Santé.